# Clare Aubry
Clare Hannan Aubry (* 15. Februar 1990 in Upper Sandusky, Ohio) ist eine US-amerikanische Schiedsrichterin im Basketball, die seit dem Jahr 2021 in der NBA tätig ist. Sie trägt die Uniform mit der Nummer 76.

## Karriere

### College-Basketball
Vor dem Einstieg in die NBA arbeitete sie als College-Basketballschiedsrichterin u. a. in der Atlantic Coast Conference.

### National Basketball Association
Aubry begann im Jahr 2021 ihre NBA-Schiedsrichterlaufbahn beim Spiel der Cleveland Cavaliers gegen die Atlanta Hawks.